# 17ª Brigata della Guardia Nazionale "Poltava"
La Brigata "Raid" (in ucraino Бригада «Рейд»?, Bryhada «Rejd»), ufficialmente nota come 17ª Brigata autonoma "Poltava" (in ucraino 5-та окрема Полтавська бригада?, 17-ta okrema Poltavs'ka bryhada, unità militare 3052) è un'unità di fanteria della Guardia nazionale dell'Ucraina con base a Poltava.

## Storia
L'unità è stata costituita il 19 marzo 1993 come 12º Battaglione autonomo (in ucraino 12-й окремий батальйон?, 12-j okremyj batal'jon) della Guardia nazionale dell'Ucraina. A partire dal 2014 ha partecipato alla guerra del Donbass. Il 25 luglio 2015 è stato ucciso in combattimento a Novoselivka Perša, nel distretto di Pokrovs'k, il comandante di un distaccamento del battaglione, sergente Anatolij Pustovojtov.
In seguito all'invasione russa dell'Ucraina del 2022 il battaglione ha preso parte a numerosi combattimenti, contribuendo alla liberazione del villaggio di Udy durante la battaglia di Kup"jans'k nel corso della controffensiva nella regione di Charkiv del settembre 2022. Nei mesi successivi è stato impiegato nella battaglia di Bachmut e di Soledar. Nel corso del 2023 il battaglione è stato espanso, diventando prima il 32º Reggimento e successivamente la 17ª Brigata della Guardia Nazionale. L'unità ha inoltre preso parte alla controffensiva estiva del 2023, combattendo nei pressi del villaggio di Verbove del settore di Orichiv.
Il 23 agosto 2024 la brigata ha ricevuto il titolo onorifico "Poltava" da parte del presidente ucraino Volodymyr Zelens'kyj. Il 25 marzo 2025 Zelens'kyj le ha inoltre conferito l'onorificenza "Per il Valore e il Coraggio".
Il 18 aprile 2025 è stato reso noto che, in seguito alla riforma delle Forze armate ucraine che ha portato alla creazione dei comandi intermedi di corpo d'armata, la Brigata "Rubiž", la Brigata "Chartja", la Brigata "Spartan", la Brigata "Raid" e la Brigata "Slov"jans'k" sono state incluse nel nuovo 2º Corpo d'armata "Chartja" della Guardia Nazionale, costituito sulla base dell'omonima brigata.

## Struttura
- Comando di brigata[10]
- 1º Battaglione operativo
- 2º Battaglione operativo
- 3º Battaglione operativo
- Unità di supporto

## Comandanti
- Colonnello Serhij Reheda (2016 - 2022)[11][12]
- Colonnello Andrij Haluščak (2022 - in carica)[13]